# Platýs Gialós
Platýs Gialós (en grec moderne : Πλατύς Γιαλός, également Platís Gialós) est un village grec situé sur l'île de Mykonos. 

## Tourisme
Le village est connu pour sa plage, qui est l'une des plus populaires de l'île,.